# Моздокский уезд

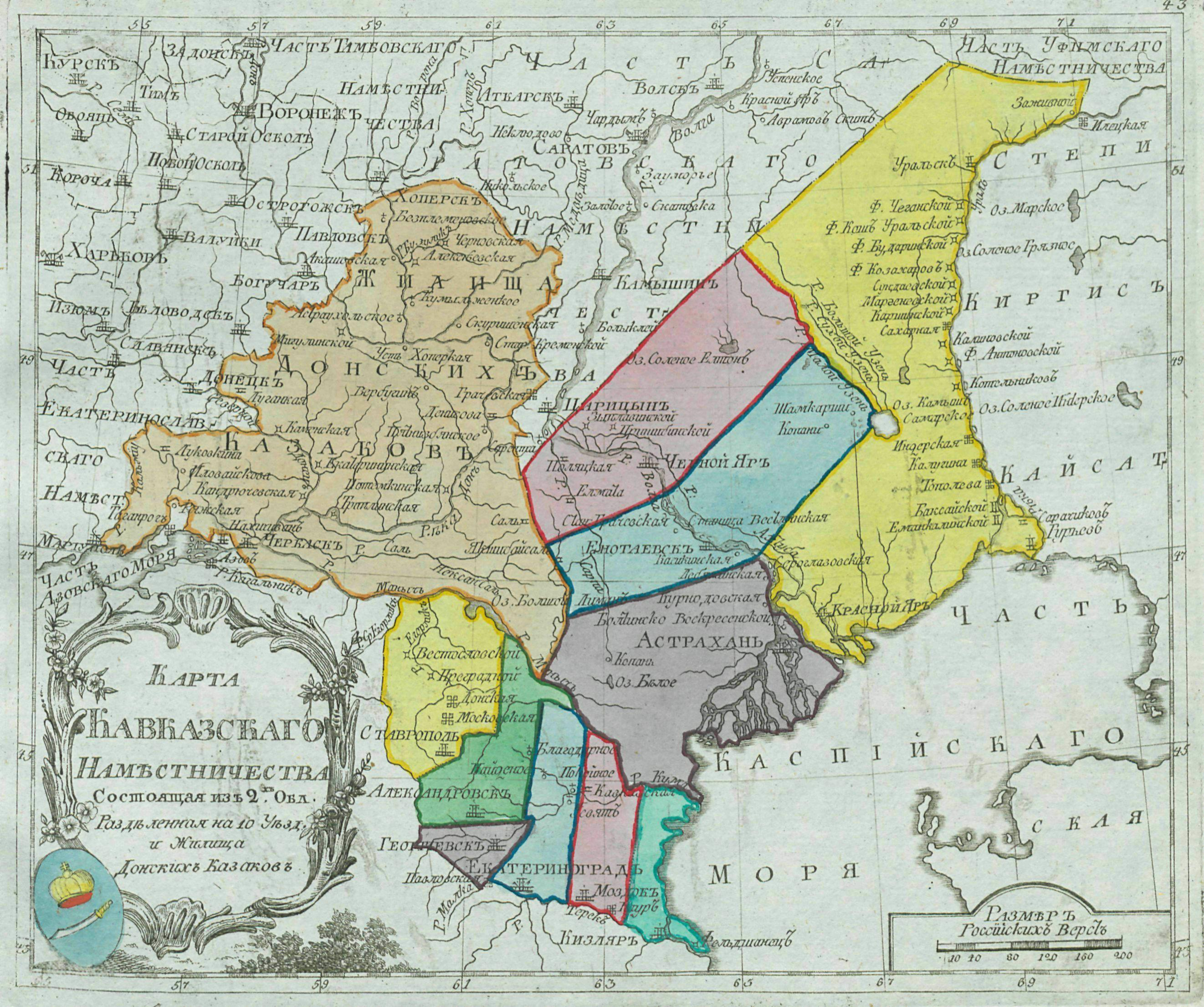
Моздокский уезд на карте Кавказского наместничества, 1792 г.

Моздокский уезд — административно-территориальная единица Российской империи с центром в городе Моздоке, существовавшая в 1785—1847 годах.

## История
Моздокский уезд был образован указом от 5 мая 1785 года в составе Кавказской области Кавказского наместничества.
В декабре 1796 года уезд вошёл в состав Астраханской губернии, а 15 ноября 1802 года отошёл к Кавказской губернии (с 1822 — области). В 1827 году Моздокский уезд был преобразован в Моздокский округ.
2 мая 1847 года Кавказская область была упразднена, вместе с ней был упразднён и Моздокский округ. Его территория при этом была передана в Пятигорский уезд Ставропольской губернии.

## Административное устройство
На 1789 год
Входили:
- слобода Павлодольская −137 д.м.п. и 82 д.ж.п. (главным образом экономические крестьяне)
- помещичьи деревни

- Владимировка (Володимировка) — бригадира и кавалера Ивана Дмитриевича Савельева — 36 д.м.п. и 17 д.ж.п. («черкасы»)
- Кавказский Усвят — слобода генерал-прокурора, действительного тайного советника князя Александра Алексеевича Вяземского — 444 д.м.п. и 231 д.ж.п.